# Alfa Romeo Pandion
Alfa Romeo Pandion — концепт-кар разработанный итальянским тюнинг-ателье Bertone и представленный на Женевском автосалоне 2010 года как дань уважения к марке Alfa Romeo в честь её столетия.

## Характеристики
Концепт был разработан итальянским ателье Stile Bertone под руководством дизайнера Майкла Робинсона(Mike Robinson). Купе Pandion был разработан в качестве дани уважения компании Alfa Romeo в честь столетия марки. Pandion построен на базе спортивного автомобиля Alfa Romeo 8C Competizione и оснащён алюминиевым 4,7 л. (4,391 куб.см) DOHC 90 градусным V8 двигателем мощностью 450 л. с. (331 кВт). Масса автомобиля равнялась 1,258 кг, а максимальная скорость была 320 км/ч (199 миль/ч). Разгон с 0 до 100 км/ч был равен 3,9 секундам.
Одной из бросающейся в глаза особенностью автомобиля стали его двери, который открываются на 90 градусов вверх из под задней части автомобиля. Вся боковая часть автомобиля является дверью: от переднего до заднего крыла. Ранее Bertone уже применяла подобный дизайн дверей на таких автомобилях как Alfa Romeo Carabo в 1968 году, Lancia Straros Zero в 1970 году и на Lamborghini Countach в 1972 году. Другой примечательной особенностью дизайна концепта стала задняя часть автомобиля, похожая на множество кристаллов лезвий.

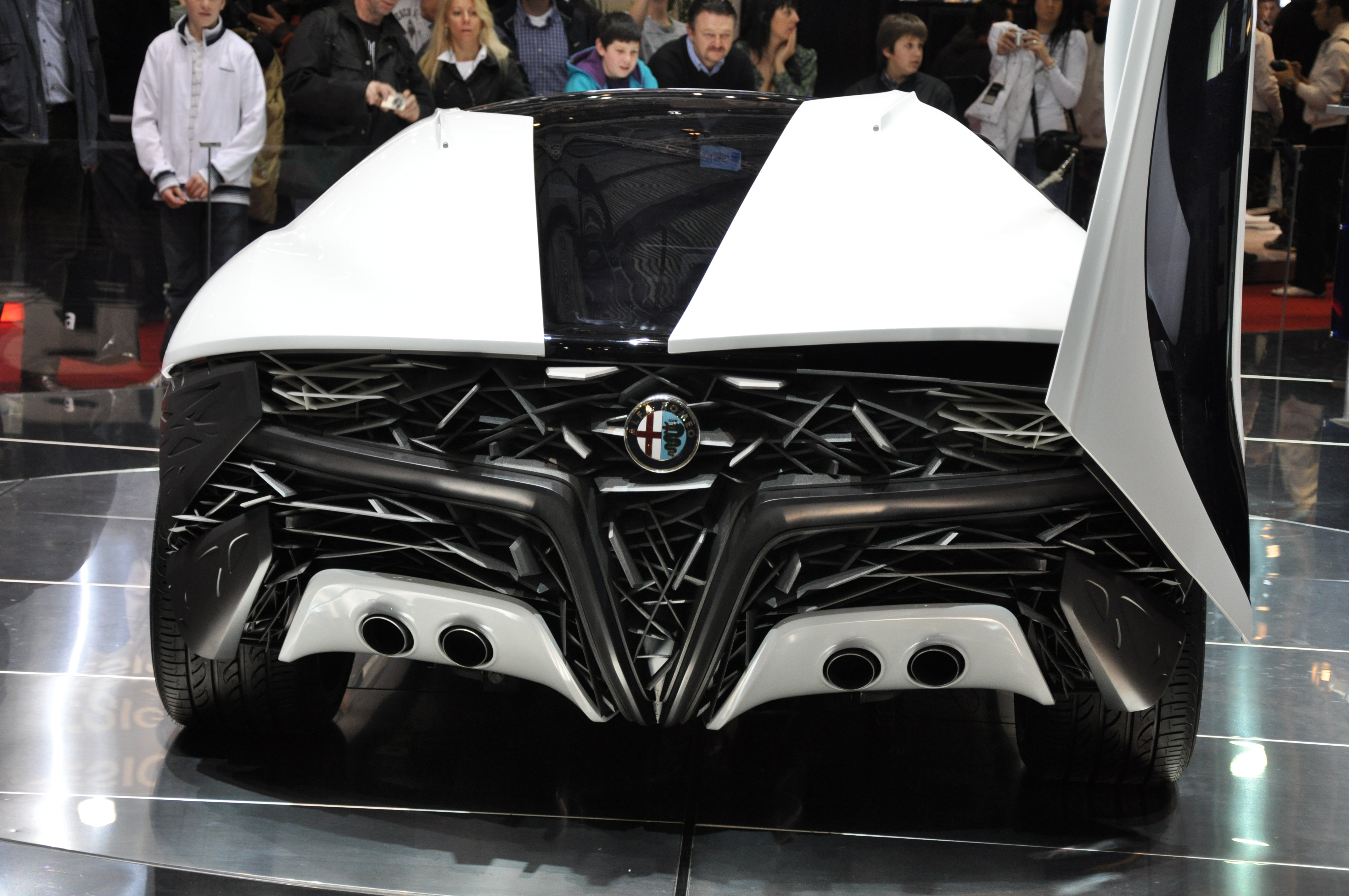
Вид сзади на Pandion.

Сидения автомобиля очень тонкие и содержат в себе встроенное освещение из нового вида электроламп («Fabric Lightbulb»).